# Jules van Dyk
Jules van Dyk – belgijski bokser, brązowy medalista Mistrzostw Europy z roku 1947.
W ćwierćfinale Mistrzostw Europy w Dublinie pokonał Turka Vurala İnana. W półfinale przegrał z reprezentantem Irlandii Peterem Maguire'em, ulegając mu na punkty. W walce o brązowy medal pokonał reprezentanta Węgier Lajosa Fehéra.